# サル・ガヴォー
サル・ガヴォー（フランス語: Salle Gaveau）はフランスのピアノ製作会社ガヴォーにちなんで名づけられた、パリのコンサートホール。所在地は8区のラ・ボエシ通り45-47。主に室内楽向けの会場となっている。

## 建設
ホールの構想は土地の取得が行われた1905年にジャック・エルマンによって持ち上げられた。工事は1906年から1907年にかけて行われた。当初から室内楽のためのホールと位置付けられており、当時の座席数である1000のまま今日まで続いている。1900年にムタン＝カヴァイエ＝コル社が建造したオルガンが収容されることになった。このオルガンは計39のストップを備える巨大な楽器であり、その後1957年にノルマンディー地域圏のサン＝サンスに移設された。サル・ガヴォーは音響面で非常に優れた演奏会場として名高い。

## 草創期
開場を飾ったのは1907年10月3日の教員歌唱協会のコンサートだった。その後瞬く間に一流ホールとなる。開場から1か月でサン＝サーンスら他の多くの有名音楽家が演奏会を催した。カミーユ・シュヴィヤール、ヴァンサン・ダンディ、アンドレ・メサジェが指揮するコンセール・ラムルーが本拠地をサル・ガヴォーに移した。1907年11月5日、8日、12日にはアルフレッド・コルトー、ジャック・ティボー、パブロ・カザルスがベートーヴェンのピアノ三重奏曲全曲の演奏会を実施した。翌年からはウジェーヌ・イザイ（1908年1月21日）、ラザール・レヴィ（1909年1月27日）、マルグリット・ロン（1911年12月11日）、ジョルジェ・エネスク（1912年2月8日）、フリッツ・クライスラー（1912年4月21日、28日）、ヴィルヘルム・バックハウス（1912年5月15日）、クロード・ドビュッシー（1917年5月5日）らが次々とサル・ガヴォーの舞台に上っている。

## 世界大戦
第一次世界大戦中、サル・ガヴォーは兵士や犠牲者に催しを提供する場として使用されていた。一方で従来の活動も継続された。戦間期にはシャルル・ミュンシュ（1933年10月28日）、ワンダ・ランドフスカ（1933年11月7日）、ルドルフ・ゼルキン（1933年12月2日）、イヴ・ナット（1934年）が会場を使用している。コンセール・ラムルーの演奏会も継続して開かれた。
第二次世界大戦も同じような状況となり、サル・ガヴォーは再び特別な催しの場として用いられると同時に、ジャック・フェヴリエ、ピエール・フルニエ、サンソン・フランソワ、ポール・トルトゥリエ、レイモン・トルアールなどの著名音楽家を迎えた。1955年を例にとると、レーヌ・フラショー、ピエール・ベルナック、フランシス・プーランク、アレクサンドル・ラゴヤが訪れている。

## フルニエ夫妻による取得

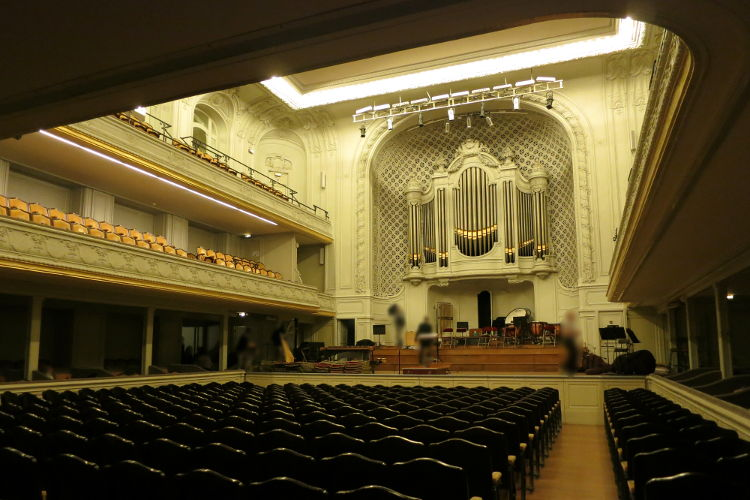
サル・ガヴォー内装、2013年

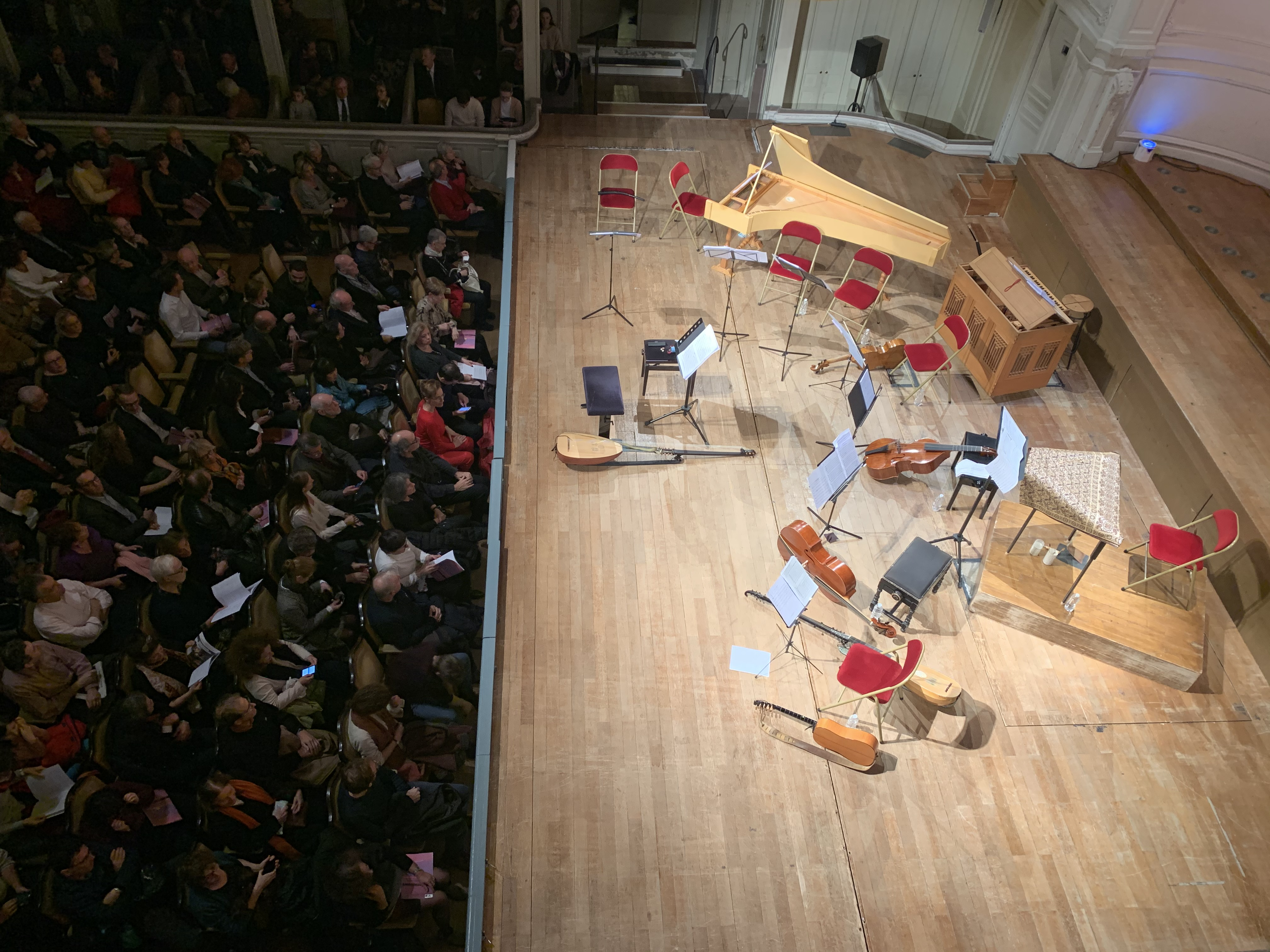
演奏会開催中のサル・ガヴォーの舞台を上方から望む、2019年

1963年にサル・ガヴォーは破産する。これによりホールは保険会社へと売却され、取り壊しの上、駐車場へ建て替えられることになった。熱意ある音楽家であったシャンタルとジャン＝マリー・フルニエ夫婦が1976年にホールを購入した。
1982年にこの建物は登録簿に追加され、その後1992年に歴史的建造物に登録された。会場の状態は次第に悪化してきており、シャンタルとジャン＝マリー・フルニエ夫妻はこれを修繕する方策を模索する。助成金がおり、Monuments Historiquesの主任建築家であったアレン＝シャルル・ペロにより工事が行われた。2001年1月8日にホールは再度の開場を迎えることになった。修繕によりそれまでより落ち着きのある姿となり、1907年当時の色彩や装飾の復元が試みられている。

## サル・ガヴォーで初演された作品

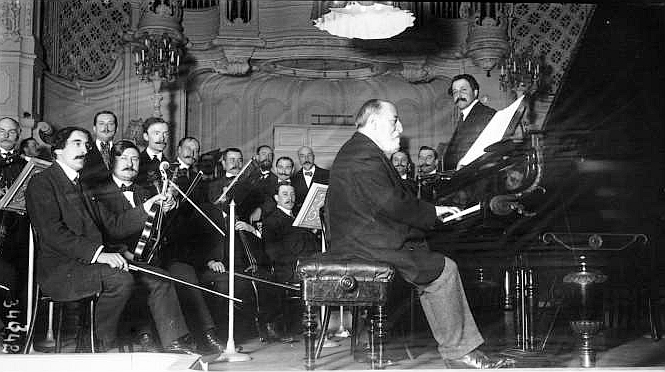
サル・ガヴォーで演奏するカミーユ・サン＝サーンス、指揮はピエール・モントゥー。

- ラヴェル: 『高雅で感傷的なワルツ』ピアノ版 （1911年）[7]
- ヴィエルヌ: オルガン交響曲第3番 （マルセル・デュプレ演奏、1912年）
- ラヴェル: ピアノ三重奏曲 （1915年）
- ドビュッシー: ヴァイオリンソナタ （ガストン・プーレ、1917年）[5]
- ラヴェル: 『クープランの墓』 （マルグリット・ロン独奏、1919年4月11日）
- ルーセル: 付随音楽『過ぎ去る砂漠の商人』 （1919年）
- バリエ: オルガン交響曲 （アンドレ・マルシャル演奏、1922年）
- エネスク: 弦楽四重奏曲第1番 （1921年10月18日、フランス初演）[8]
- シェーンベルク: 『月に憑かれたピエロ』 （マリア・フロイントを起用したダリウス・ミヨーによるフランス初演、ジャック・ブノワ＝メシャン（英語版）翻訳のフランス語テクスト、1922年1月12日）
- オネゲル: 『ダヴィデ王』 （1924年3月15日、フランス初演）
- ヴィエルヌ: 幻想的小品集 （マルセル・デュプレ演奏、1926年）
- ロパルツ: ヴァイオリンソナタ第3番 （エネスクのヴァイオリン、マルセル・シャンピのヴァイオリン、1928年4月21日、フランス初演）
- エネスク: ヴァイオリンソナタ第3番 （Nicolae Caraviaのピアノ、1927年3月28日、フランス初演）[9]
- ストラヴィンスキー: 2台のピアノのための協奏曲 （作曲者自身と息子のスリマの演奏、1935年）
- プーランク: 歌曲集『ある日ある夜』、ポール・エリュアールの詩による連作歌曲 （ベルナック独唱、1937年2月3日）
- エネスク: ピアノソナタ第3番 （シャンピ独奏、1938年12月6日）
- メシアン: 『幼子イエスに注ぐ20の眼差し』 （イヴォンヌ・ロリオ独奏、1944年3月26日）
- デュリュフレ: レクイエム (デュリュフレ) （カミーユ・モラーヌとエレーヌ・ブヴィエの独唱、ロジェ・デゾルミエール指揮、フランス国立管弦楽団、1947年）
- プーランク: チェロソナタ （1949年）
- シェフェール: 『Étude aux Objets』 （1959年6月30日）
- カステレード: ピアノソナタ （フランソワ・ティナ独奏、1967年）
- プティジラール: ピアノ五重奏曲 （1977年）
- シチェドリン: チェロのための『ロシア受洗』、国際ムスティスラフ・ロストロポーヴィチコンクールのための委嘱作品 （1990年）
- マントヴァーニ: フルートとピアノのための『Appel d'Air』、国際ジャン＝ピエール・ランパルコンクールのための委嘱作品 （2001年）
- エルサン: ハープ協奏曲『Le Tombeau de Virgile』 （イザベル・モレッティ独奏、2006年）
- ペク: ピアノ協奏曲『L'Oiseau Innumérable』 （アレクサンドル・タロー独奏、2006年）